# Jay Tabb
Jay Tabb (Tooting, 21 febbraio 1984) è un ex calciatore inglese naturalizzato irlandese, di ruolo centrocampista.